# Verdrag van Athene inzake het vervoer van passagiers en hun bagage over zee
Het Verdrag van Athene inzake het vervoer van passagiers en hun bagage over zee (Athens Convention relating to the Carriage of Passengers and their Luggage by Sea, PAL-verdrag) is een internationaal verdrag uit 1974 van de Internationale Maritieme Organisatie dat de aansprakelijkheid regelt voor schade die passagiers op schepen kunnen ondervinden. Het verklaart dat de vervoerder aansprakelijk is voor de schade of het verlies van eigendommen van een passagier als het incident dat de schade veroorzaakt heeft, tijdens het transport plaatsvond en het door de schuld of door het verwaarlozen van de taken van de vervoerder kwam.
Dit verdrag vloeide voort uit het Passagiersverdrag uit 1961 van het CMI.